# Peter W. A. Schmidt
Peter Wilhelm A. Schmidt (* 1941 in Isny im Allgäu) ist ein deutscher Soziologe. Er war bis 2004 Professor für Soziologie und Politikwissenschaften an der PH Weingarten.

## Leben
Ab 1962 studierte er die Fächer Geschichte, Politikwissenschaft und Katholische Theologie für das Höhere Lehramt an Gymnasien an den Universitäten München (bis 1965) und Tübingen. Von 1968 bis 1970 hatte Schmidt ein Promotionsstipendium für das Fach Geschichte inne. Von 1970 bis 1973 war er Referendar für das Lehramt an Höheren Schulen.
1973 arbeitete er als Assistent im Fach Geschichte an der Pädagogischen Hochschule Weingarten. 1975 promovierte er an der Universität Tübingen bei E. W. Zeeden zum Thema „Justus Möser als Historiker“.
1975 war er Dozent und von 1980 bis 1984 Professor im Fach Soziologie/Politikwissenschaft (mit Didaktik der politischen Bildung) an der Pädagogischen Hochschule Esslingen. Anschließend war Schmidt von 1984 bis 2004 Professor an der PH Weingarten.
Er war Mitbegründer und langjähriges Vorstandsmitglied der Gesellschaft für christlich-jüdische Begegnung in Oberschwaben e. V.
Schmidt ist seit 1969 mit Irmintraud Burmeister verheiratet. Das Paar hat vier Kinder.

## Publikationen (Auswahl)
Schmidt hat zahlreiche Essays zur neueren Geschichte, zur Parteiengeschichte, den jüdisch-christlichen Beziehungen und zum Zionismus in Zeitschriften und Sammelwerken verfasst. 
- 1975: Studien über Justus Möser als Historiker. Zur Genesis und Struktur der historischen Methode Justus Mösers. Göppinger Akademische Beiträge, 93. Göppingen. Zugl. Diss. phil. Universität Tübingen
- 1988: Judenfeindschaft und Schule in Deutschland 1933–1945. Materialien zur Ausstellung der Forschungsstelle für Schulgeschichte, Pädagogische Hochschule Weingarten, Hg. Peter W. Schmidt unter Mitwirkung von Erich Müller-Gaebele, Manfred Sabrowski, Rupert Feneberg, Martin Widmann. Weingartner Hochschulschriften, 5, ISBN 3924945926
- 1999: Die Entstehung des Grundgesetzes im Mit- und Gegeneinander von Besatzungsmächten und Parlamentarischem Rat. Eine zeitgeschichtliche und politikwissenschaftliche Analyse, in: 50 Jahre Grundgesetz. Historisch-politische Betrachtungen zur Verfassung der Bundesrepublik Deutschland. Hg. Hartmut Wasser, Weingartner Hochschulschriften Nr. 29, S. 46–73
- 2000: Hugo Rosenthal/Josef Jashuvi als deutsch-jüdisch-israelischer Pädagoge. Edition Haus unterm Regenbogen, Ulm, Heft 3, S. 7–39
- 2000: Hugo Rosenthal/Josef Jashuvi, Lebenserinnerungen. Hgg. zusammen mit Micheline Prüter-Müller. Bielefeld (Quellen zur Regionalgeschichte Bd. 6)
- 2015: Nußbaum-Inspirationen. Felix Nußbaum als Maler, Seher und Opfer nationalsozialistischer Vernichtungspolitik. Waldburg, ISBN 978-3-00-049858-9.
- 2016: Erziehung zum Mut. Leben und Werk des Lehrers und Erziehers Hugo Rosenthal/Josef Jashuvi im Deutschen Reich, in Britisch Palästina und in Israel. ISBN 978-3-00-049859-6.